# Лас Пласас
Лас Пда̀сас (на италиански: Las Plassas; на сардински: Is Pratzas, Ис Працас) е село и община в Южна Италия, провинция Южна Сардиния, автономен регион и остров Сардиния. Разположено е на 148 m надморска височина. Населението на общината е 248 души (към 2012 г.).